# Tegeler See
De Tegeler See is een meer in Berlijn gelegen in het district Reinickendorf, district Tegel. Het heeft een oppervlakte van 408 hectare, en is het op een na grootste meer binnen de stadsgrenzen van Berlijn, na de Müggelsee.
In de Tegeler See liggen, van noord naar zuid, de volgende eilanden:
- Hasselwerder;
- Lindwerder;
- Scharfenberg, een schooleiland met internaat;
- Baumwerder;
- Valentinswerder;
- Maienwerder.